# 南アフリカ共和国の情報機関
この記事では、南アフリカ共和国に存在する情報機関を一覧記事の形式で記す。

## 現在の情報機関
- 国家情報調整委員会（英語版） - 現在の南アフリカ共和国における諜報部の総括機関として機能している。略称はNICOC
- 南アフリカ国家保安局（英語版） - 現在の南アフリカ共和国における主要な情報機関。2009年10月に設立。略称はSSA
  - 南アフリカ秘密情報部（英語版） - 南アフリカの諜報機関の一つ。SSAの対外支部として機能している。略称はSASS
  - 国家通信局（英語版） - 南アフリカの諜報機関の一つで、外国通信の大規模な電子監視と傍受（シギント）業務を管轄している。略称はNCC
  - 南アフリカ国立情報アカデミー（英語版） - SSAの管理下にある養成機関で、南アフリカ共和国における諜報機関および所属人員の訓練・教育を担当している
  - 南アフリカ電気通信防犯会社（英語版） - 南アフリカ共和国の国営企業。南アフリカ共和国政府（英語版）がSSAを介して保有している。略称はCOMSEC

## かつて存在していた情報機関
- 南アフリカ国家安全保障局（英語版） - かつて南アフリカに存在していた情報機関の一つ。1969年から1980年まで同国の主要な情報機関として機能していた。略称はBOSS
- 南アフリカ国家情報院（英語版） - かつて南アフリカに存在していた情報機関の一つでBOSSの後継機関に当たる。1980年から1995年まで同国の主要な情報機関であった。略称はNIS
- 南アフリカ国家情報庁（英語版） - かつて南アフリカに存在していた情報機関の一つでNISの国内諜報部門の後継機関として設立された。略称はNIA
- 南アフリカ情報安全保障省（英語版） - かつて南アフリカに存在していた情報機関の一つで、アフリカ民族会議（ANC）によって設立された。略称はDIS
- 南アフリカ国家情報安全保障省（英語版） - かつて南アフリカに存在していた情報機関の一つで、ANCによって設立された。略称はNAT